# Grand Prix Chin 2014
Grand Prix Chin 2014 (oficjalnie 2014 Formula 1 UBS Chinese Grand Prix) – czwarta eliminacja Mistrzostw Świata Formuły 1 w sezonie 2014. Grand Prix odbyło się w dniach 18–20 kwietnia 2014 roku na torze Shanghai International Circuit w Szanghaju.

## Lista startowa
Źródło: Wyprzedź Mnie!
Na niebieskim tle kierowcy biorący udział jedynie w piątkowych treningach
| Nr | Kierowca            | Zespół                        | Samochód          | Silnik                         | Opony |
| -- | ------------------- | ----------------------------- | ----------------- | ------------------------------ | ----- |
| 1  | Sebastian Vettel    | Infiniti Red Bull Racing      | Red Bull RB10     | Renault Energy F1-2014 1.6T V6 | P     |
| 3  | Daniel Ricciardo    | Infiniti Red Bull Racing      | Red Bull RB10     | Renault Energy F1-2014 1.6T V6 | P     |
| 4  | Max Chilton         | Marussia F1 Team              | Marussia MR03     | Ferrari 059/3 1.6T V6          | P     |
| 6  | Nico Rosberg        | Mercedes AMG Petronas F1 Team | Mercedes F1 W05   | Mercedes-Benz PU106A 1.6T V6   | P     |
| 7  | Kimi Räikkönen      | Scuderia Ferrari              | Ferrari F14 T     | Ferrari 059/3 1.6T V6          | P     |
| 8  | Romain Grosjean     | Lotus F1 Team                 | Lotus E22         | Renault Energy F1-2014 1.6T V6 | P     |
| 9  | Marcus Ericsson     | Caterham F1 Team              | Caterham CT05     | Renault Energy F1-2014 1.6T V6 | P     |
| 10 | Kamui Kobayashi     | Caterham F1 Team              | Caterham CT05     | Renault Energy F1-2014 1.6T V6 | P     |
| 11 | Sergio Pérez        | Sahara Force India F1 Team    | Force India VJM07 | Mercedes-Benz PU106A 1.6T V6   | P     |
| 13 | Pastor Maldonado    | Lotus F1 Team                 | Lotus E22         | Renault Energy F1-2014 1.6T V6 | P     |
| 14 | Fernando Alonso     | Scuderia Ferrari              | Ferrari F14 T     | Ferrari 059/3 1.6T V6          | P     |
| 17 | Jules Bianchi       | Marussia F1 Team              | Marussia MR03     | Ferrari 059/3 1.6T V6          | P     |
| 19 | Felipe Massa        | Williams Martini Racing       | Williams FW36     | Mercedes-Benz PU106A 1.6T V6   | P     |
| 20 | Kevin Magnussen     | McLaren Mercedes              | McLaren MP4-29    | Mercedes-Benz PU106A 1.6T V6   | P     |
| 21 | Esteban Gutiérrez   | Sauber F1 Team                | Sauber C33        | Ferrari 059/3 1.6T V6          | P     |
| 22 | Jenson Button       | McLaren Mercedes              | McLaren MP4-29    | Mercedes-Benz PU106A 1.6T V6   | P     |
| 25 | Jean-Éric Vergne    | Scuderia Toro Rosso           | Toro Rosso STR9   | Renault Energy F1-2014 1.6T V6 | P     |
| 26 | Daniił Kwiat        | Scuderia Toro Rosso           | Toro Rosso STR9   | Renault Energy F1-2014 1.6T V6 | P     |
| 27 | Nico Hülkenberg     | Sahara Force India F1 Team    | Force India VJM07 | Mercedes-Benz PU106A 1.6T V6   | P     |
| 36 | Giedo van der Garde | Sauber F1 Team                | Sauber C33        | Ferrari 059/3 1.6T V6          | P     |
| 40 | Felipe Nasr         | Williams Martini Racing       | Williams FW36     | Mercedes-Benz PU106A 1.6T V6   | P     |
| 44 | Lewis Hamilton      | Mercedes AMG Petronas F1 Team | Mercedes F1 W05   | Mercedes-Benz PU106A 1.6T V6   | P     |
| 77 | Valtteri Bottas     | Williams Martini Racing       | Williams FW36     | Mercedes-Benz PU106A 1.6T V6   | P     |
| 99 | Adrian Sutil        | Sauber F1 Team                | Sauber C33        | Ferrari 059/3 1.6T V6          | P     |
| Nr | Kierowca            | Zespół                        | Samochód          | Silnik                         | Opony |

## Wyniki

### Sesje treningowe
Źródło: Wyprzedź Mnie!
| Sesja | Nr | Kierowca         | Konstruktor      | Czas     | Okr. |
| ----- | -- | ---------------- | ---------------- | -------- | ---- |
| 1     | 14 | Fernando Alonso  | Ferrari          | 1:39,783 | 20   |
| 2     | 44 | Lewis Hamilton   | Mercedes         | 1:38,315 | 25   |
| 3     | 3  | Daniel Ricciardo | Red Bull-Renault | 1:53,958 | 5    |

### Kwalifikacje

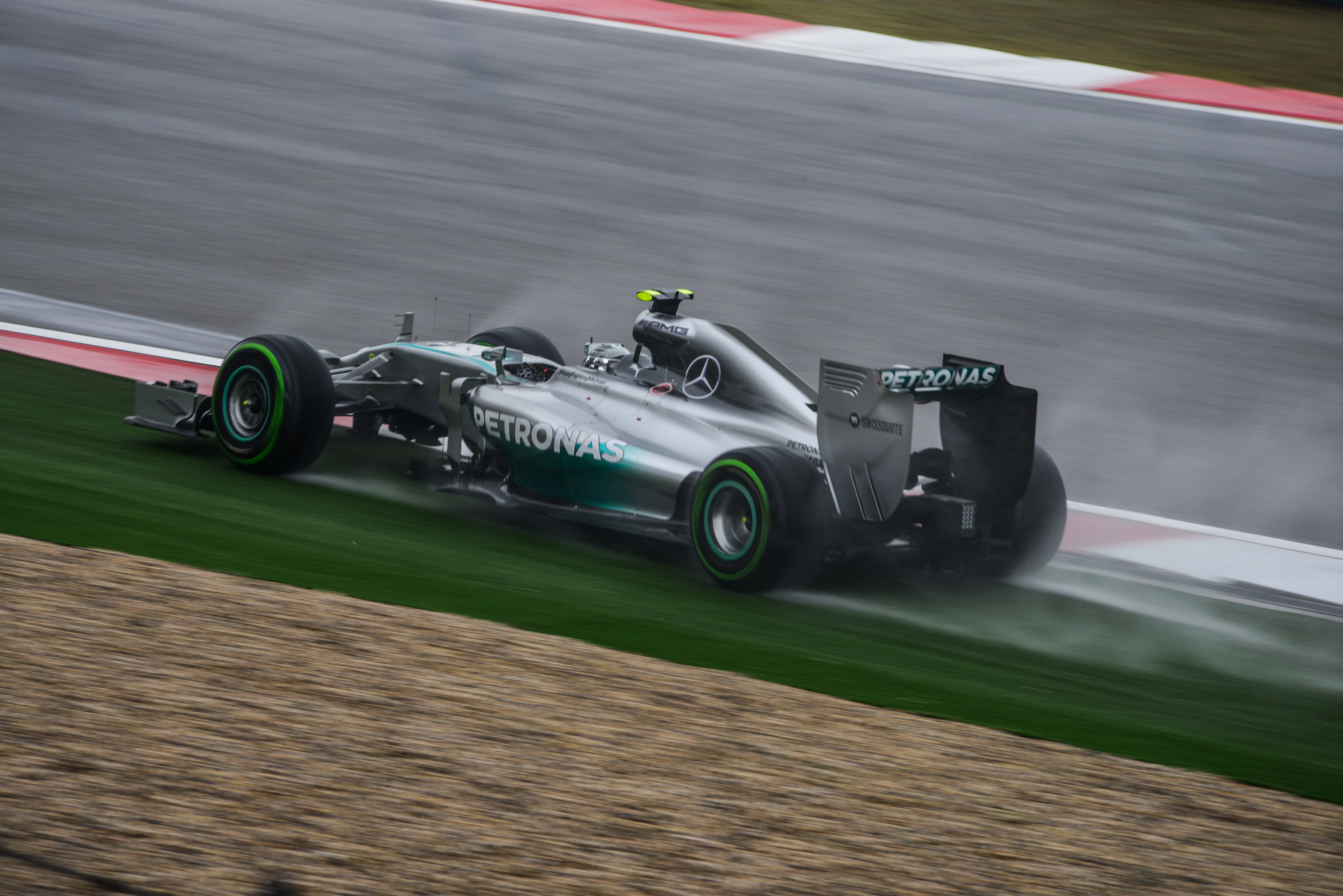
Nico Rosberg podczas kwalifikacji

Źródło: Wyprzedź Mnie!
| Poz. | Nr | Kierowca          | Konstruktor          | Q1       | Q2       | Q3       | Poz. s. |
| ---- | -- | ----------------- | -------------------- | -------- | -------- | -------- | ------- |
| 1    | 44 | Lewis Hamilton    | Mercedes             | 1:55,516 | 1:54,029 | 1:53,860 | 1       |
| 2    | 3  | Daniel Ricciardo  | Red Bull–Renault     | 1:56,641 | 1:55,302 | 1:54,455 | 2       |
| 3    | 1  | Sebastian Vettel  | Red Bull–Renault     | 1:55,926 | 1:54,499 | 1:54,960 | 3       |
| 4    | 6  | Nico Rosberg      | Mercedes             | 1:56,058 | 1:55,294 | 1:55,143 | 4       |
| 5    | 14 | Fernando Alonso   | Ferrari              | 1:56,961 | 1:55,765 | 1:55,637 | 5       |
| 6    | 19 | Felipe Massa      | Williams–Mercedes    | 1:56,850 | 1:65,757 | 1:56,147 | 6       |
| 7    | 77 | Valtteri Bottas   | Williams–Mercedes    | 1:56,501 | 1:56,253 | 1:56,282 | 7       |
| 8    | 27 | Nico Hülkenberg   | Force India–Mercedes | 1:55,913 | 1:56,847 | 1:56,366 | 8       |
| 9    | 25 | Jean-Éric Vergne  | Toro Rosso–Renault   | 1:57,477 | 1:56,584 | 1:56,773 | 9       |
| 10   | 8  | Romain Grosjean   | Lotus–Renault        | 1:58,411 | 1:56,407 | 1:57,029 | 10      |
| 11   | 7  | Kimi Räikkönen    | Ferrari              | 1:58,279 | 1:56,860 | –        | 11      |
| 12   | 22 | Jenson Button     | McLaren–Mercedes     | 1:57,783 | 1:56,963 | –        | 12      |
| 13   | 26 | Daniił Kwiat      | Toro Rosso–Renault   | 1:57,261 | 1:57,289 | –        | 13      |
| 14   | 99 | Adrian Sutil      | Sauber–Ferrari       | 1:58,138 | 1:57,393 | –        | 14      |
| 15   | 20 | Kevin Magnussen   | McLaren-Mercedes     | 1:57,369 | 1:57,675 | –        | 15      |
| 16   | 11 | Sergio Pérez      | Force India–Mercedes | 1:58,362 | 1:58,264 | –        | 16      |
| 17   | 21 | Esteban Gutiérrez | Sauber–Ferrari       | 1:58,988 | –        | –        | 17      |
| 18   | 10 | Kamui Kobayashi   | Caterham–Renault     | 1:59,260 | –        | –        | 18      |
| 19   | 17 | Jules Bianchi     | Marussia–Ferrari     | 1:59,326 | –        | –        | 19      |
| 20   | 9  | Marcus Ericsson   | Caterham–Renault     | 2:00,646 | –        | –        | 20      |
| 21   | 4  | Max Chilton       | Marussia–Ferrari     | 2:00,865 | –        | –        | 21      |
| 22   | 13 | Pastor Maldonado  | Lotus–Renault        | –        | –        | –        | 22      |

### Wyścig

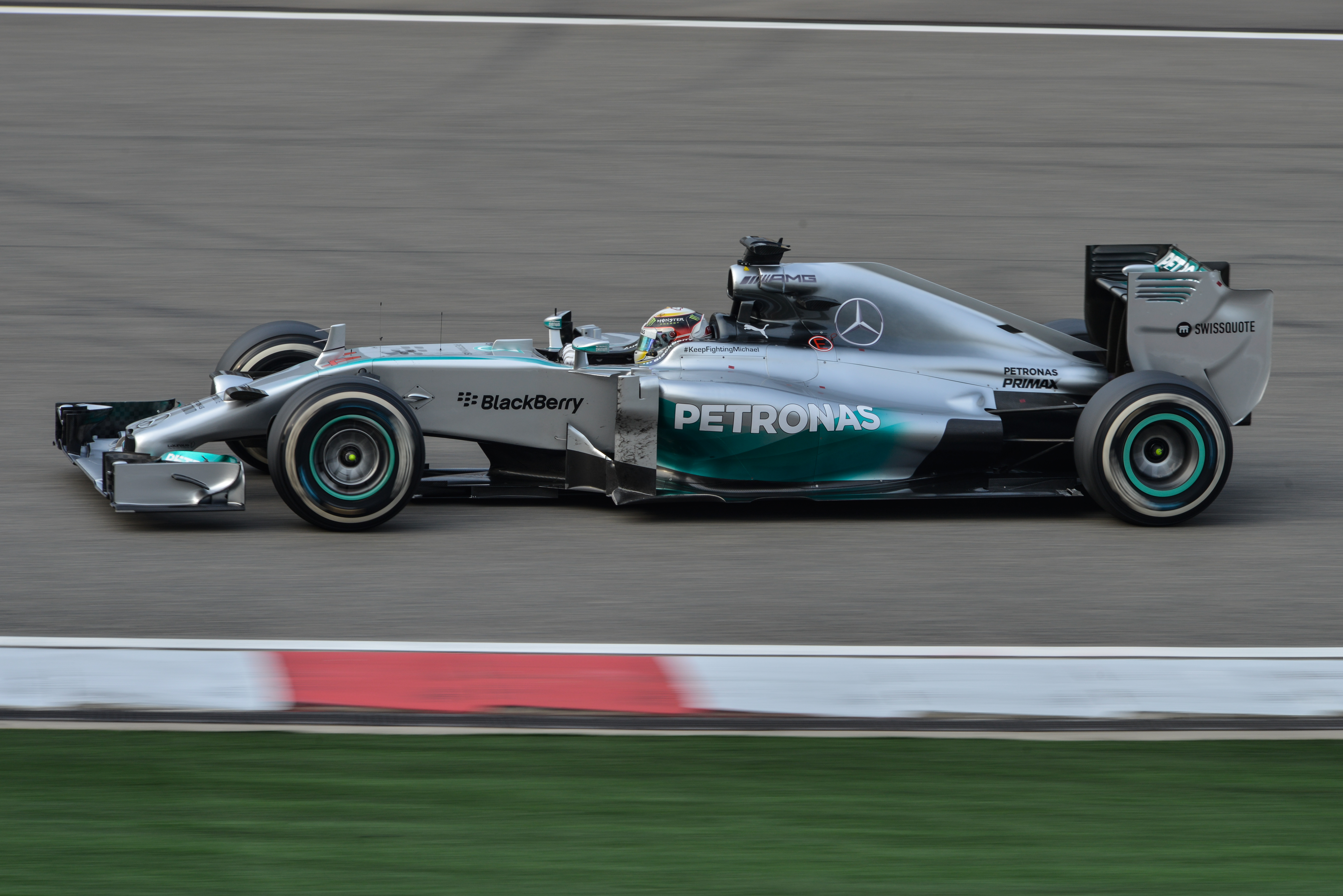
Lewis Hamilton podczas wyścigu

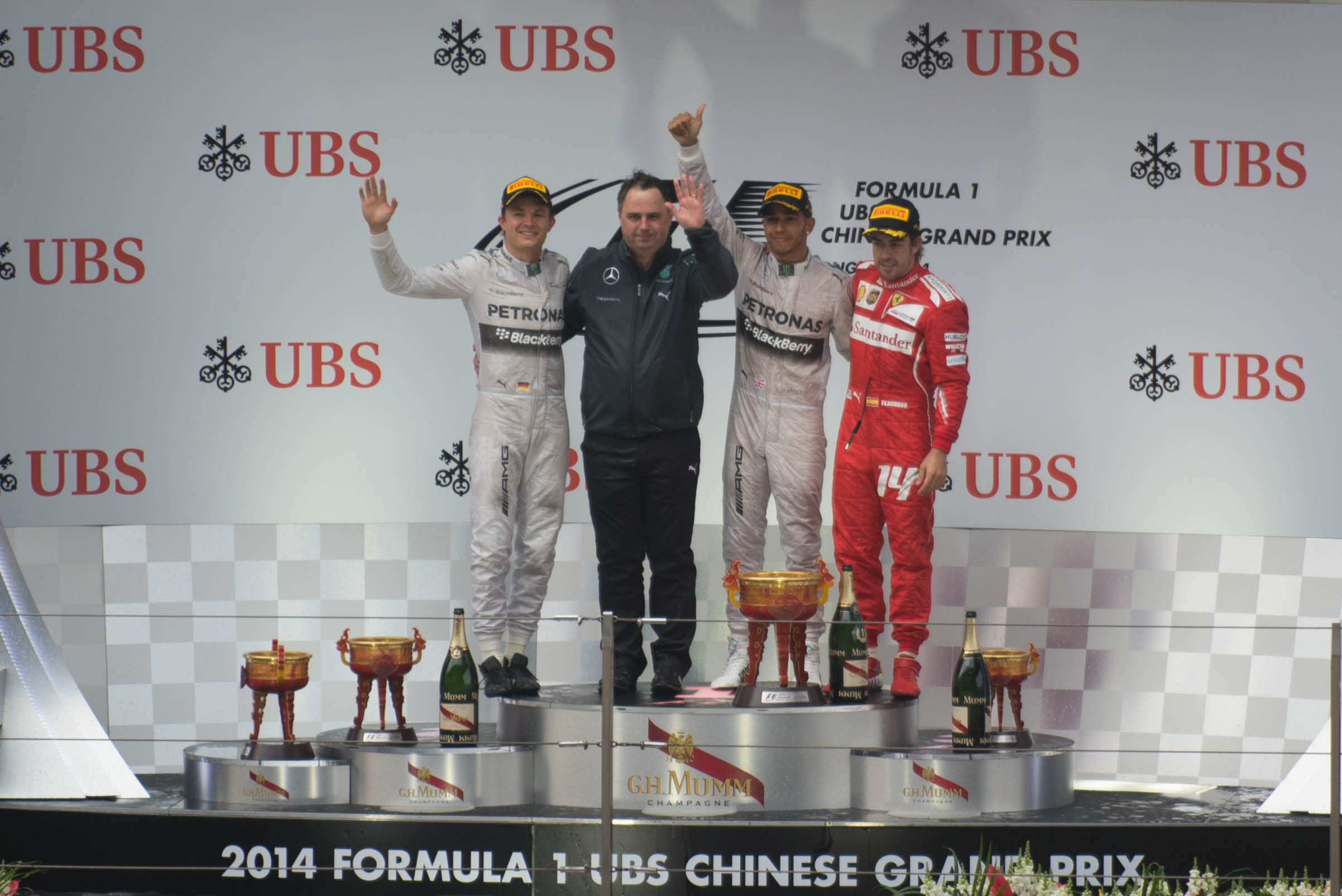
Lewis Hamilton, Nico Rosberg i Fernando Alonso na podium po wyścigu

Źródło: Wyprzedź Mnie!
| P                 | + / –     | Nr | Kierowca          | Konstruktor          | Okr. | Czas / Strata   | Komentarz |
| ----------------- | --------- | -- | ----------------- | -------------------- | ---- | --------------- | --------- |
| 1                 | Bez zmian | 44 | Lewis Hamilton    | Mercedes             | 54   | 1h33m28,338     |           |
| 2                 | 2         | 6  | Nico Rosberg      | Mercedes             | 54   | +0:18,062       |           |
| 3                 | 2         | 14 | Fernando Alonso   | Ferrari              | 54   | +0:23,604       |           |
| 4                 | 2         | 3  | Daniel Ricciardo  | Red Bull–Renault     | 54   | +0:27,136       |           |
| 5                 | 2         | 1  | Sebastian Vettel  | Red Bull–Renault     | 54   | +0:47,778       |           |
| 6                 | 2         | 27 | Nico Hülkenberg   | Force India–Mercedes | 54   | +0:54,295       |           |
| 7                 | Bez zmian | 77 | Valtteri Bottas   | Williams–Mercedes    | 54   | +0:55,697       |           |
| 8                 | 3         | 7  | Kimi Räikkönen    | Ferrari              | 54   | +1:16,335       |           |
| 9                 | 7         | 11 | Sergio Pérez      | Force India–Mercedes | 54   | +1:22,647       |           |
| 10                | 3         | 26 | Daniił Kwiat      | Toro Rosso–Renault   | 53   | +1 okr.         |           |
| 11                | 1         | 22 | Jenson Button     | McLaren–Mercedes     | 53   | +1 okr.         |           |
| 12                | 3         | 25 | Jean-Éric Vergne  | Toro Rosso–Renault   | 53   | +1 okr.         |           |
| 13                | 2         | 20 | Kevin Magnussen   | McLaren–Mercedes     | 53   | +1 okr.         |           |
| 14                | 8         | 13 | Pastor Maldonado  | Lotus–Renault        | 53   | +1 okr.         |           |
| 15                | 9         | 19 | Felipe Massa      | Williams–Mercedes    | 53   | +1 okr.         |           |
| 16                | 1         | 21 | Esteban Gutiérrez | Sauber–Ferrari       | 53   | +1 okr.         |           |
| 17                | 2         | 17 | Jules Bianchi     | Marussia–Ferrari     | 53   | +1 okr.         |           |
| 18                | Bez zmian | 10 | Kamui Kobayashi   | Caterham–Renault     | 53   | +1 okr.         |           |
| 19                | 2         | 4  | Max Chilton       | Marussia–Ferrari     | 52   | +2 okr.         |           |
| 20                | Bez zmian | 9  | Marcus Ericsson   | Caterham–Renault     | 52   | +2 okr.         |           |
| Niesklasyfikowani |           |    |                   |                      |      |                 |           |
|                   |           | 8  | Romain Grosjean   | Lotus–Renault        | 27   | skrzynia biegów |           |
|                   |           | 99 | Adrian Sutil      | Sauber–Ferrari       | 4    | silnik          |           |
| P                 | + / –     | Nr | Kierowca          | Konstruktor          | Okr. | Czas / Strata   | Komentarz |

### Najszybsze okrążenie
Źródło: Wyprzedź Mnie!
| Nr | Kierowca     | Konstruktor | Czas     | Okr. |
| -- | ------------ | ----------- | -------- | ---- |
| 6  | Nico Rosberg | Mercedes    | 1:40,402 | 39   |

## Prowadzenie w wyścigu
Źródło: Racing–Reference.info
| Nr                              | Kierowca       | Okrążenia | Suma |
| ------------------------------- | -------------- | --------- | ---- |
| 44                              | Lewis Hamilton | 1-54      | 54   |
| \| Wykres \| \| ------ \| \| \| |                |           |      |
| Wykres                          |                |           |      |
|                                 |                |           |      |

## Klasyfikacja po wyścigu

### Kierowcy
| P  | +/− | Kierowca          | Starty | Punkty | P1 | P2 | P3 | PP | NO | NS |
| -- | --- | ----------------- | ------ | ------ | -- | -- | -- | -- | -- | -- |
| 1  | 0   | Nico Rosberg      | 4      | 79     | 1  | 3  | –  | 1  | 3  | –  |
| 2  | 0   | Lewis Hamilton    | 4      | 75     | 3  | –  | –  | 3  | 1  | 1  |
| 3  | +1  | Fernando Alonso   | 4      | 41     | –  | –  | 1  | –  | –  | –  |
| 4  | −1  | Nico Hülkenberg   | 4      | 36     | –  | –  | –  | –  | –  | –  |
| 5  | +1  | Sebastian Vettel  | 4      | 33     | –  | –  | 1  | –  | –  | 1  |
| 6  | +4  | Daniel Ricciardo  | 4      | 24     | –  | –  | –  | –  | –  | 2  |
| 7  | +1  | Valtteri Bottas   | 4      | 24     | –  | –  | –  | –  | –  | –  |
| 8  | −3  | Jenson Button     | 4      | 23     | –  | –  | 1  | –  | –  | –  |
| 9  | −2  | Kevin Magnussen   | 4      | 20     | –  | 1  | –  | –  | –  | 1  |
| 10 | −1  | Sergio Pérez      | 3      | 18     | –  | –  | 1  | –  | –  | –  |
| 11 | 0   | Felipe Massa      | 4      | 12     | –  | –  | –  | –  | –  | 1  |
| 12 | 0   | Kimi Räikkönen    | 4      | 11     | –  | –  | –  | –  | –  | –  |
| 13 | 0   | Jean-Éric Vergne  | 4      | 4      | –  | –  | –  | –  | –  | 2  |
| 14 | 0   | Daniił Kwiat      | 4      | 4      | –  | –  | –  | –  | –  | –  |
| 15 | 0   | Romain Grosjean   | 4      | 0      | –  | –  | –  | –  | –  | 2  |
| 16 | 0   | Adrian Sutil      | 4      | 0      | –  | –  | –  | –  | –  | 3  |
| 17 | 0   | Esteban Gutiérrez | 4      | 0      | –  | –  | –  | –  | –  | 2  |
| 18 | 0   | Max Chilton       | 4      | 0      | –  | –  | –  | –  | –  | –  |
| 19 | 0   | Kamui Kobayashi   | 4      | 0      | –  | –  | –  | –  | –  | 1  |
| 20 | +1  | Pastor Maldonado  | 4      | 0      | –  | –  | –  | –  | –  | 2  |
| 21 | −1  | Marcus Ericsson   | 4      | 0      | –  | –  | –  | –  | –  | 2  |
| 22 | 0   | Jules Bianchi     | 4      | 0      | –  | –  | –  | –  | –  | 2  |
| P  | +/− | Kierowca          | Starty | Punkty | P1 | P2 | P3 | PP | NO | NS |

### Konstruktorzy
| P  | +/− | Konstruktor          | Starty | Punkty | P1 | P2 | P3 | PP | NO | NS |
| -- | --- | -------------------- | ------ | ------ | -- | -- | -- | -- | -- | -- |
| 1  | 0   | Mercedes             | 8      | 154    | 4  | 3  | –  | 4  | 4  | 1  |
| 2  | +2  | Red Bull–Renault     | 8      | 57     | –  | –  | 1  | –  | –  | 3  |
| 3  | −1  | Force India–Mercedes | 7      | 54     | –  | –  | 1  | –  | –  | –  |
| 4  | +1  | Ferrari              | 8      | 52     | –  | –  | 1  | –  | –  | –  |
| 5  | −2  | McLaren–Mercedes     | 8      | 43     | –  | 1  | 1  | –  | –  | 1  |
| 6  | 0   | Williams–Mercedes    | 8      | 36     | –  | –  | –  | –  | –  | 1  |
| 7  | 0   | Toro Rosso–Renault   | 8      | 8      | –  | –  | –  | –  | –  | 2  |
| 8  | 0   | Lotus–Renault        | 8      | 0      | –  | –  | –  | –  | –  | 4  |
| 9  | 0   | Sauber–Ferrari       | 8      | 0      | –  | –  | –  | –  | –  | 5  |
| 10 | 0   | Marussia–Ferrari     | 8      | 0      | –  | –  | –  | –  | –  | 2  |
| 11 | 0   | Caterham–Renault     | 8      | 0      | –  | –  | –  | –  | –  | 3  |
| P  | +/− | Konstruktor          | Starty | Punkty | P1 | P2 | P3 | PP | NO | NS |